# Cytotoxicité

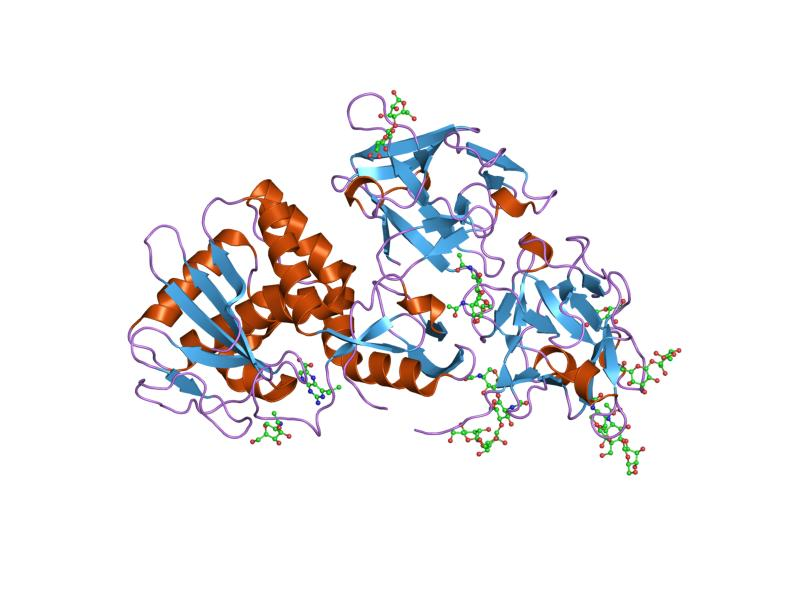
B-lanac (lectine), un B-lanac bi-cytotoxique

La cytotoxicité est la propriété d'un agent chimique ou biologique à être toxique pour les cellules, éventuellement jusqu'à les détruire.

## Exemples d'agents cytotoxiques
- Médicaments cytostatiques.
- Lymphocyte T cytotoxique[1], responsable de l'immunité cellulaire.
- Lymphocyte NK, responsable de l'immunité naturelle (Natural Killer).
- Actinomycine D.
- Le venin de la vipère heurtante (Bitis arietans).

## Physiologie cellulaire
Le traitement des cellules par un composé cytotoxique peut entraîner une variété de conséquences. Les cellules peuvent subir une nécrose, dans laquelle elles perdent leur intégrité membranaire et meurent rapidement à la suite d'une lyse cellulaire. Les cellules peuvent s'arrêter activement de croître et de se diviser (diminution de la viabilité cellulaire), ou les cellules peuvent activer un programme génétique de mort cellulaire contrôlée (apoptose),.
Les cellules qui subissent une nécrose présentent généralement un gonflement rapide, perdent l'intégrité de la membrane, arrêtent le métabolisme et libèrent leur contenu dans l'environnement. Les cellules qui subissent une nécrose rapide in vitro n'ont pas assez de temps ou d'énergie pour activer les machines apoptotiques et n'exprimeront pas de marqueurs apoptotiques. L'apoptose est caractérisée par des événements cytologiques et moléculaires bien définis, y compris une modification de l'indice de réfraction de la cellule, un retrait cytoplasmique, une condensation nucléaire et un clivage de l'ADN en fragments de taille régulière. Les cellules en culture qui subissent une apoptose finissent par subir une nécrose secondaire. Elles stopperont le métabolisme, perdront l'intégrité de la membrane et la lyse.

## Prédiction de la capacité cytotoxique d'une molécule
Un sujet très important en cytotoxicité est la prédiction de la cytotoxicité de composés chimiques sur la base de mesures précédentes, c'est-à-dire de tests in-silico. Pour cela, de nombreuses méthodes QSAR et de criblage virtuel ont été proposées. Une comparaison indépendante de ces méthodes a été effectuée dans le cadre du projet "Toxicologie au XXIe siècle".

## Oncologie
La chimiothérapie dans le traitement du cancer repose souvent sur la capacité des agents cytotoxiques à tuer ou à endommager les cellules cancéreuses qui se reproduisent ; La chimiothérapie cible notamment les cellules cancéreuses en division rapide.

## Système immunitaire
La cytotoxicité à médiation cellulaire dépendant de l'anticorps (ADCC) décrit la capacité de certains lymphocytes à détruire les cellules, ce qui nécessite que la cellule cible soit marquée par un anticorps. La cytotoxicité à médiation lymphocytaire, par contre, n'a pas besoin d'être médiée par des anticorps, pas plus que la cytotoxicité dépendante des compléments (CDC), qui est médiée par le système du complément.
On distingue trois groupes de lymphocytes cytotoxiques :
- lymphocyte T cytotoxique ;
- lymphocyte NK ;
- lymphocyte NKT.

## Risques pour les soignants
Les soignants (hospitaliers notamment) ainsi que les coursiers transportant les préparations de médicaments, sont discrètement mais parfois significativement exposés à des médicaments cytotoxiques (surtout utilisés contre le cancers), sachant qu'en outre ces médicaments sont par ailleurs généralement également génotoxiques, cancérogènes ou toxiques pour la reproduction. 
L'exposition professionnelle est généralement révélée par dosage des cytotoxiques ou de leurs métabolites dans les urines, et/ou via des analyses de prélèvements de surface ou de filtres dans leur environnement de travail. 

Les sources de contamination sont l'inhalation ou l'ingestion chronique ou accidentelle de faibles doses de produits à partir de surfaces contaminées ou d'aérosols. 
Plusieurs études ont démontré des effets génotoxiques et pour la reproduction chez des agents de santé du secteur de l'oncologie (diminution de la fertilité féminine, risque accru d'avortement et de malformation fœtale). 
Les femmes enceintes ou songeant à enfanter, et celles qui allaitent ne devraient pas être affectées à la reconstitution, l'administration et l'élimination de ces produits.